# Le Sergent noir
Pour plus de détails, voir Fiche technique et Distribution.
Le Sergent noir (Sergeant Rutledge, 1960), film de procès américain de John Ford.

## Historique
Ce film, controversé à sa sortie, traite d'un procès fait à un sergent noir de la cavalerie accusé d'avoir violé et tué une jeune fille blanche. La grande critique qui fut adressée au film fut de dénoncer le racisme antinoir, sans se préoccuper des droits des Indiens qui restaient les méchants du western classique. John Ford a répondu qu'il avait voulu décrire une situation historique : celle où effectivement, sans état d'âme, les soldats noirs et soldats blancs combattaient ensemble les Apaches.

## Synopsis
Arizona, 1881. Le sergent Rutledge, soldat noir, est accusé du viol d'une jeune fille blanche et du meurtre de son père. Il passe alors en cour martiale. Qui de l'accusation, qui brosse un portrait accablant et raciste du sergent, ou de la défense et de Mary Beecher, seul témoin à décharge, que le sergent Rutledge a sauvée d'une attaque apache, sauront convaincre le juge et faire éclater la vérité ?

## Fiche technique
- Réalisateur : John Ford
- Scénario : James Warner Bellah, Willis Goldbeck
- Photographie : Bert Glennon
- Directeur artistique : Eddie Imazu
- Décors de plateau : Frank M. Miller
- Costumière : Marjorie Best
- Musique : Howard Jackson, Mack David et Jeffrey Livingston (chanson "Captain Buffalo")
- Montage : Jack Murray
- Production : Willis Goldbeck et Patrick Ford
- Société de production : Warner Bros.
- Langue : anglais
- Format : Couleur
- Durée : 111 minutes
- Sortie :  États-Unis 18 mai 1960

## Distribution
- Woody Strode (VF : Raymond Loyer) : Sgt. Braxton Rutledge
- Jeffrey Hunter (VF : Marc Cassot) : Lt. Tom Cantrell
- Constance Towers (VF : Thérèse Rigaut) : Mary Beecher
- Billie Burke (VF : Lita Recio) : Mrs. Cordelia Fosgate
- Juano Hernández (VF : Jean Violette) : Sgt. Matthew Luke Skidmore
- Willis Bouchey (VF : Gérard Férat) : Col. Otis Fosgate
- Carleton Young (VF : Claude Péran) : Capt. Shattuck
- Judson Pratt (VF : Claude Bertrand) : Lt. Mulqueen
- Shug Fisher (VF : Henry Djanik) : M. Owens, le chef de train
- Chuck Hayward (VF : Jacques Thébault) : Capt. Dickinson
- William Henry : Capt. Dwyer
- Rafer Johnson (VF : Marcel Bozzuffi) : Cpl. Krump
- Fred Libby (VF : Jean-Henri Chambois) : Chandler Hubble
- Cliff Lyons : Sam Beecher
- Mae Marsh : Mrs. Nellie Hackett
- Toby Marshals (VF : Michèle Bardollet) : Lucy Dabney
- Jack Pennick (VF : Jean Clarieux) : le sergent en salle d'audience
- Walter Reed : Capt. McAfee
- Chuck Roberson (VF : Jacques Deschamps) : un membre de la cour martiale
- Charles Seel (VF : René Blancard) : Dr Walter Eckner
- Ed Shaw (VF : Georges Poujouly) : Chris Hubble
- Hank Worden (VF : Georges Hubert) : Laredo, le garde du train
- Eva Novak (non créditée) : une spectatrice au tribunal

## Production
Le film est tourné à une époque où des leaders noirs commencent à apparaître aux États-Unis et où les personnages de Noirs vont peu à peu prendre plus d'importance dans le cinéma américain. John Ford, qui aimait beaucoup le film, considérait avoir réalisé le premier film au héros noir (mais à cette époque Sidney Poitier ou Harry Belafonte ont déjà tenu le premier rôle dans quelques films). Il choisit comme acteur principal Woody Strode contre l'avis de la Warner qui souhaite un acteur plus connu comme Sidney Poitier. Ford et son acteur vont développer une forte amitié et l'acteur jouera dans trois autres films du réalisateur. Strode déclarera que John Ford l'a « révélé à lui-même. »

## Accueil critique
Selon Patrick Brion, s'il ne s'agit pas d'un des meilleurs westerns de Ford et si Constance Towers « n'a pas plus de charme que dans Les Cavaliers », le réalisateur cherche, avec ce film, à rappeler l'importance des buffalo soldiers, unités formées par des noirs sous commandement blanc qui devaient combattre les Indiens. Il veut aussi montrer que les coupables ne sont pas toujours ceux qu'on imagine au premier abord.